# Gabriel Voisin

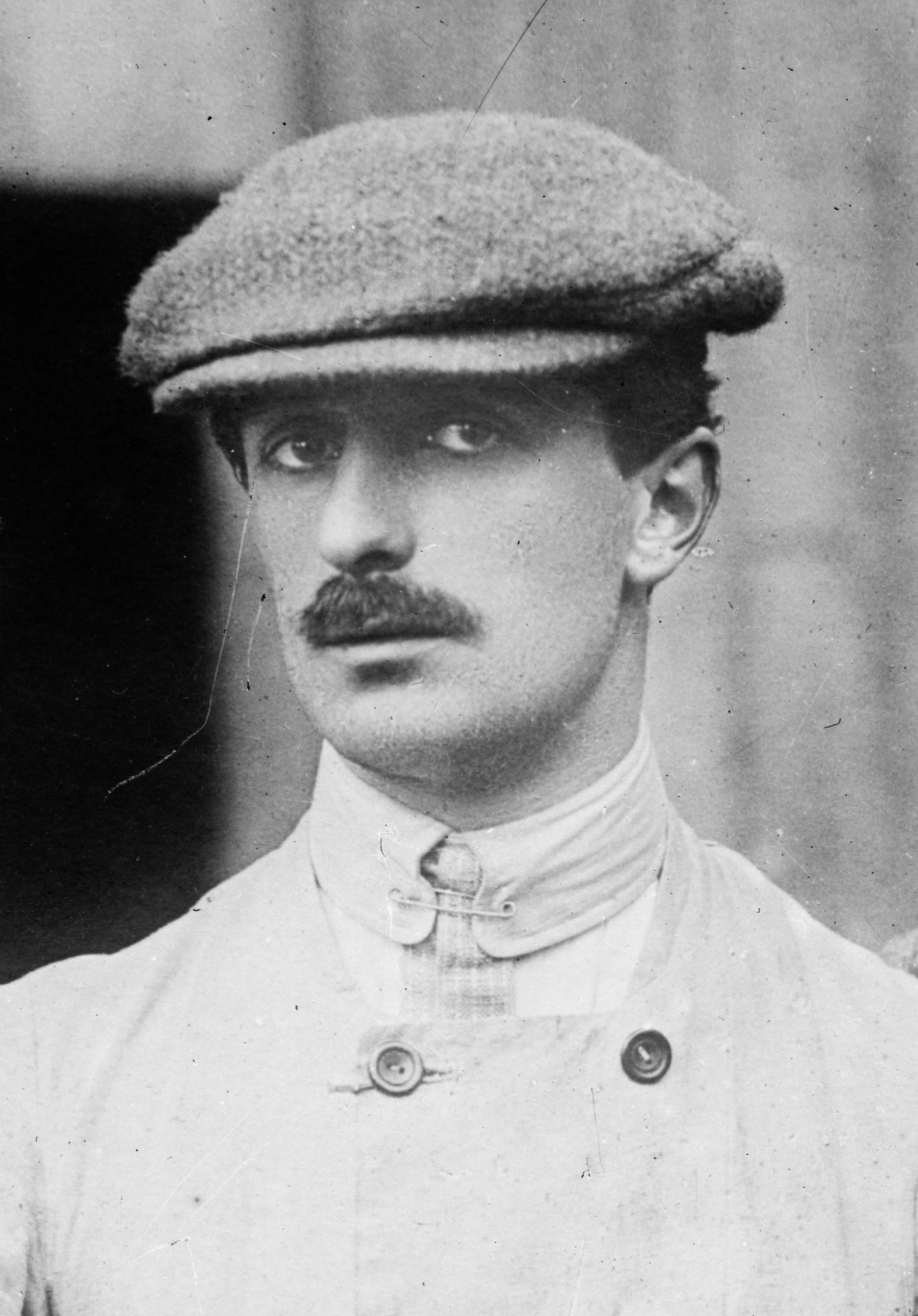
Gabriel Voisin (1880–1973)

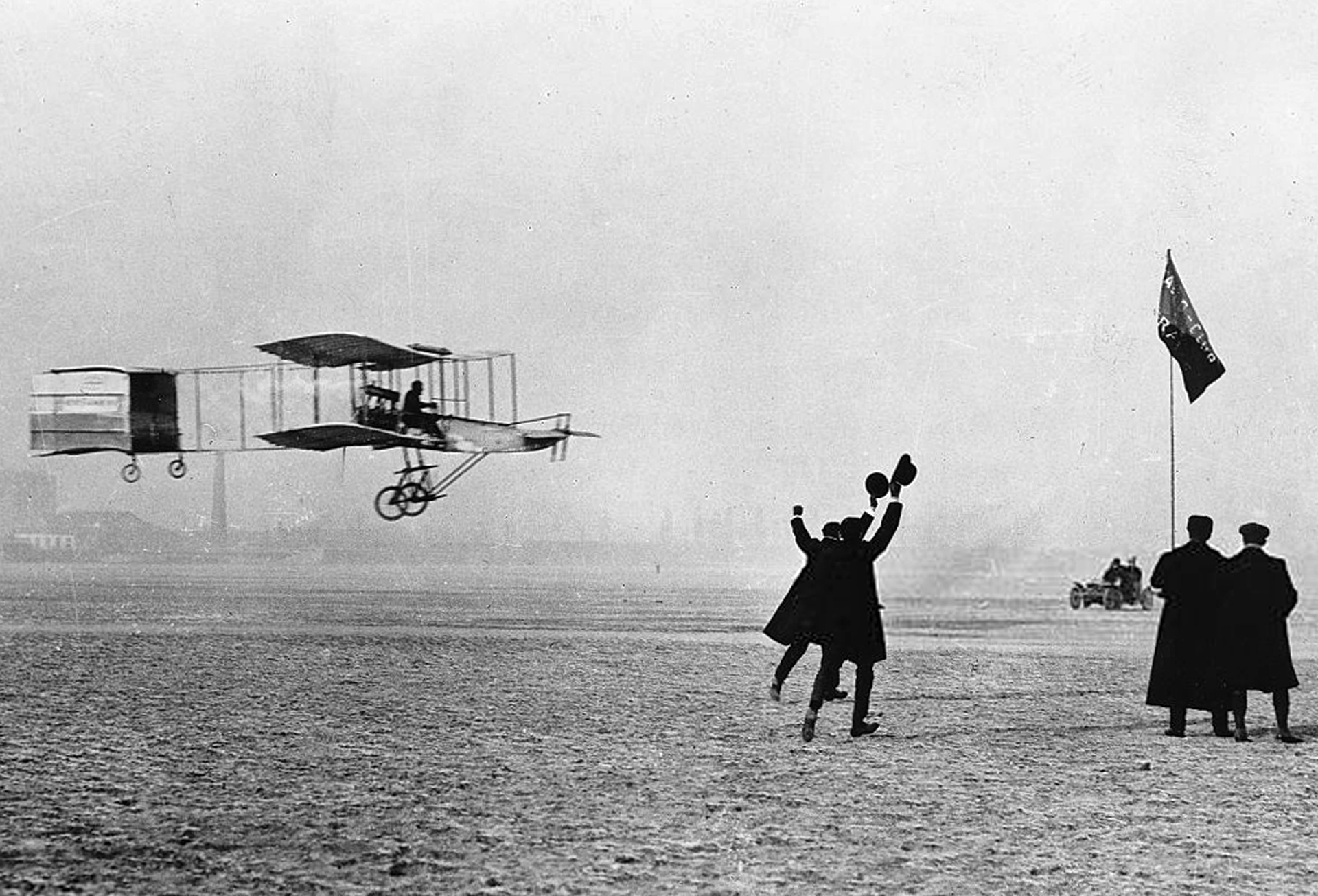
Der Voisin-Doppeldecker am 13. Januar 1908 auf dem Flugplatz Issy-les-Moulineaux mit Henri Farman am Steuer beim Flug zum Grand Prix d’Aviation

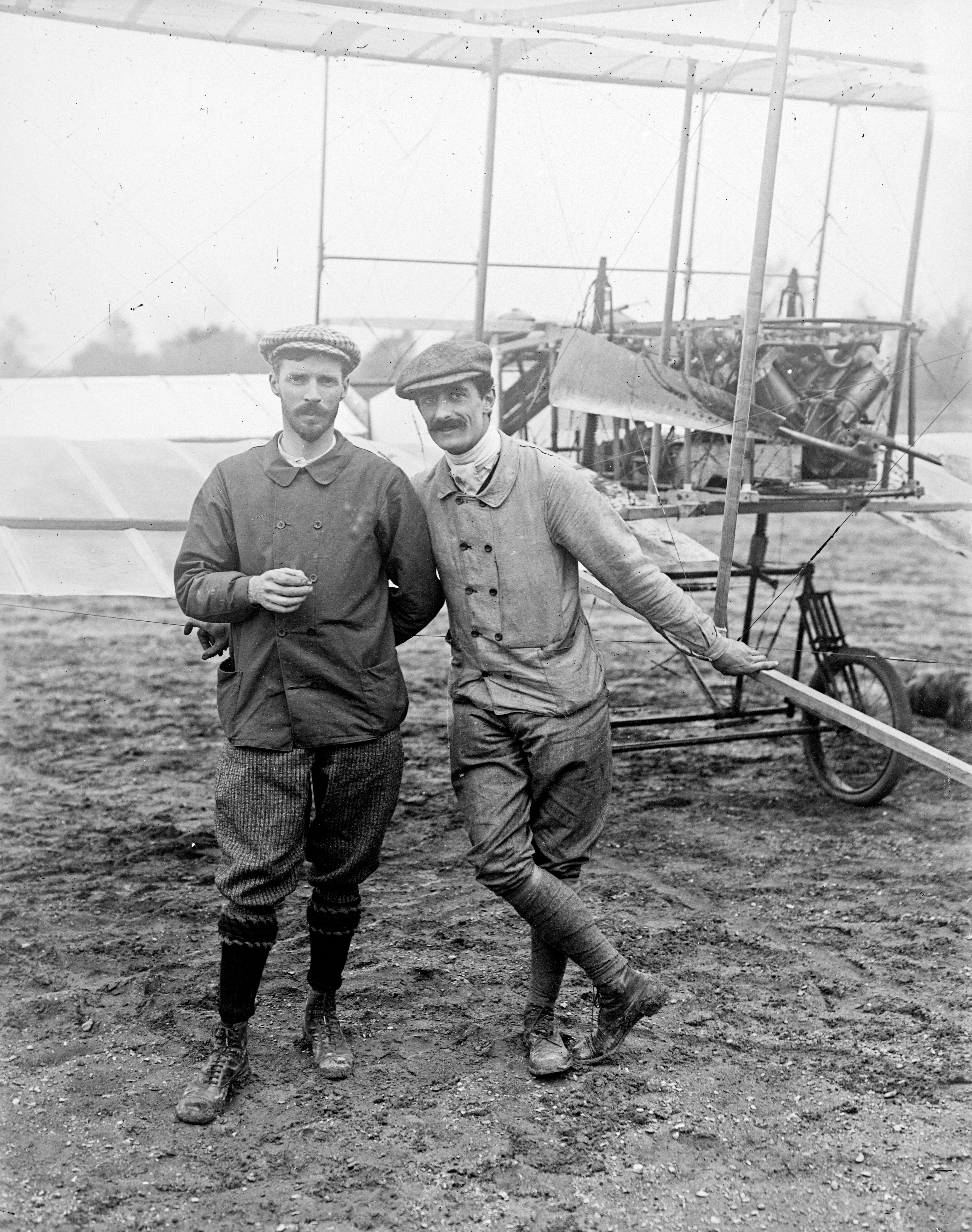
Gabriel Voisin (rechts) neben Henri Farman

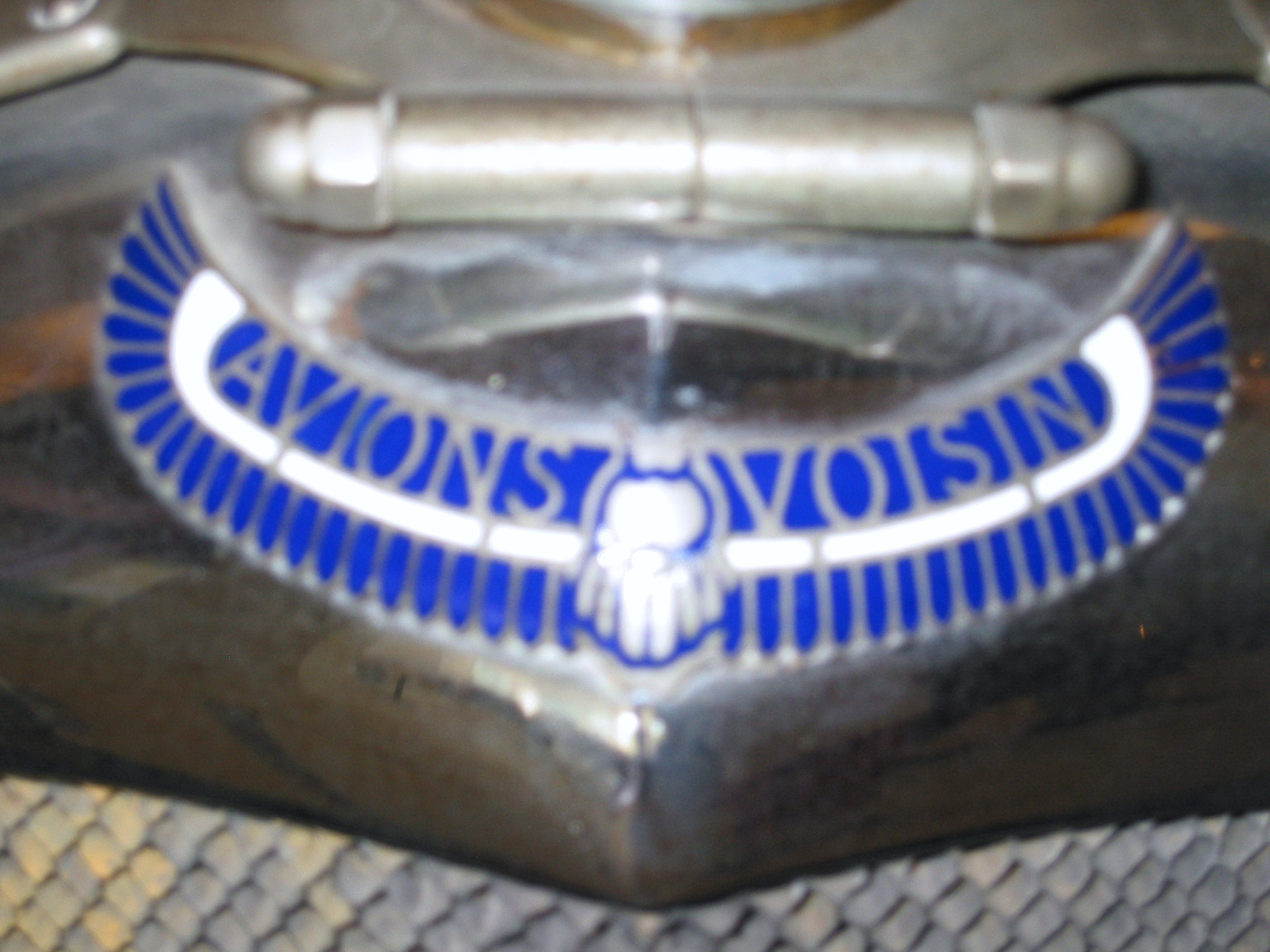
Emblem an den Automobilen

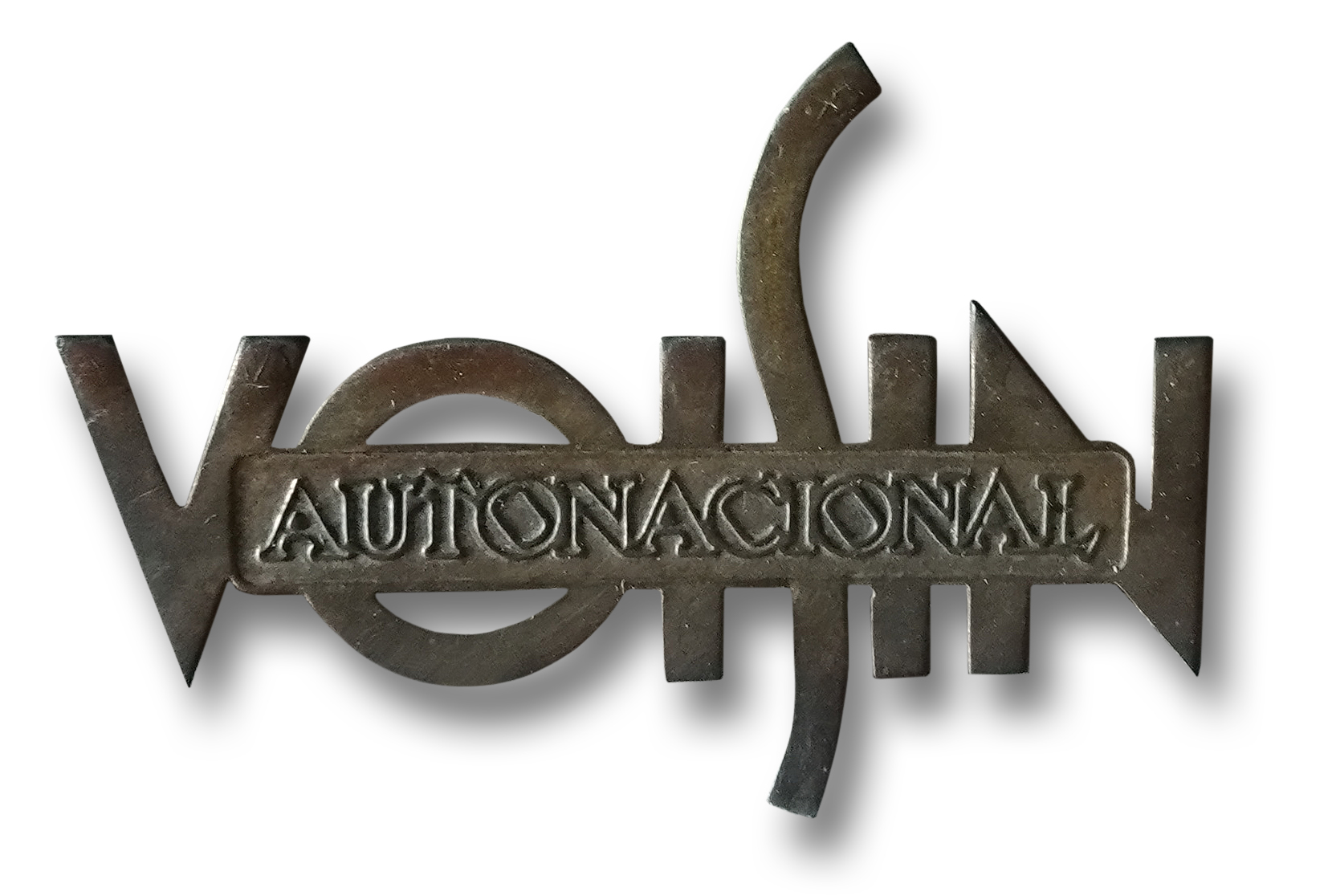
Emblem an den Automobilen mit Autonational

Gabriel Voisin (* 5. Februar 1880 in Belleville; † 25. Dezember 1973 in Ozenay) war ein französischer Flugzeug- und Automobilkonstrukteur sowie der Vizedirektor des Aéro-Club de France.

## Die Anfänge
Der Sohn eines Gießerei-Besitzers baute bereits in jungen Jahren mit seinem zwei Jahre jüngeren Bruder Charles Voisin ein Dampfboot. Ende der 1890er Jahre begannen die Brüder Voisin sich für die Fliegerei zu interessieren und konstruierten Gleitflugzeuge – über einen kurzen Zeitraum in Zusammenarbeit mit dem Flugzeugpionier Louis Blériot.
Gabriel Voisin studierte in Paris Architektur und Maschinenbau. Aus Interesse an der Fliegerei besuchte er im Februar 1904 Vorträge von Ferdinand Ferber, was zu einer Zusammenarbeit mit Ferber und Ernest Archdeacon führte, bei der er ein Gleitflugzeug flog. Im Frühjahr 1904 absolvierte er dabei einige Gleitflüge von bis zu 25 Sekunden Dauer.

## Die Gründung

### Societé des Aéroplanes Voisin
Bereits 1905 gründete Gabriel Voisin zusammen mit Louis Blériot eine Unternehmung zur Herstellung von Flugzeugen. Die beiden zerstritten sich jedoch nach einigen Monaten über das weitere Vorgehen. Die Trennung von Blériot führte im Jahre 1906 zur Gründung einer eigenen Flugzeugfabrik, der Aéroplanes G. Voisin, mit seinem Bruder Charles als Pilot und Gabriel als Konstrukteur. Die Firma beschäftigte sich zunächst mit der Herstellung von Gleitflugzeugen, die jedoch bald motorisiert wurden.
1907 wurde mit dem Bau von zwei Maschinen, eine für Henry Kapferer sowie eine für Léon Delagrange der Typ Voisin Standard geschaffen. Die Maschine für Delagrange wurde von Charles Voisin im März und April 1907 auf dem Flugfeld im Park de Bagatelle eingeflogen. Im Januar 1908 wurde die Firma in Europa bekannt, als es Henri Farman gelang, mit einem weiteren Flugzeug dieser Modellreihe den mit 50.000 Franc dotierten Grand Prix d’Aviation für einen Flug über den geschlossenen Kilometer zu gewinnen. Nach Einschätzung des zeitgenössischen Nachschlagewerks Jane’s All the World’s Aircraft (1913) von Fred T. Jane war die Voisin das erste europäische Flugzeug, das wirklich erfolgreich geflogen ist.
Aéroplanes Voisin war im Ersten Weltkrieg einer der erfolgreichsten Flugzeughersteller, so dass Gabriel Voisin – sein Bruder kam bei einem Verkehrsunfall im Jahre 1912 ums Leben – bei Kriegsende recht wohlhabend war. Er wandte sich zu dieser Zeit vom Flugzeugbau ab und arbeitete mit dem befreundeten Automobilkonstrukteur André Citroën zusammen, um in der Firma Voisin ein von Citroën-Ingenieuren entwickeltes Luxusauto zu bauen.

### Beschränkung auf das Automobil

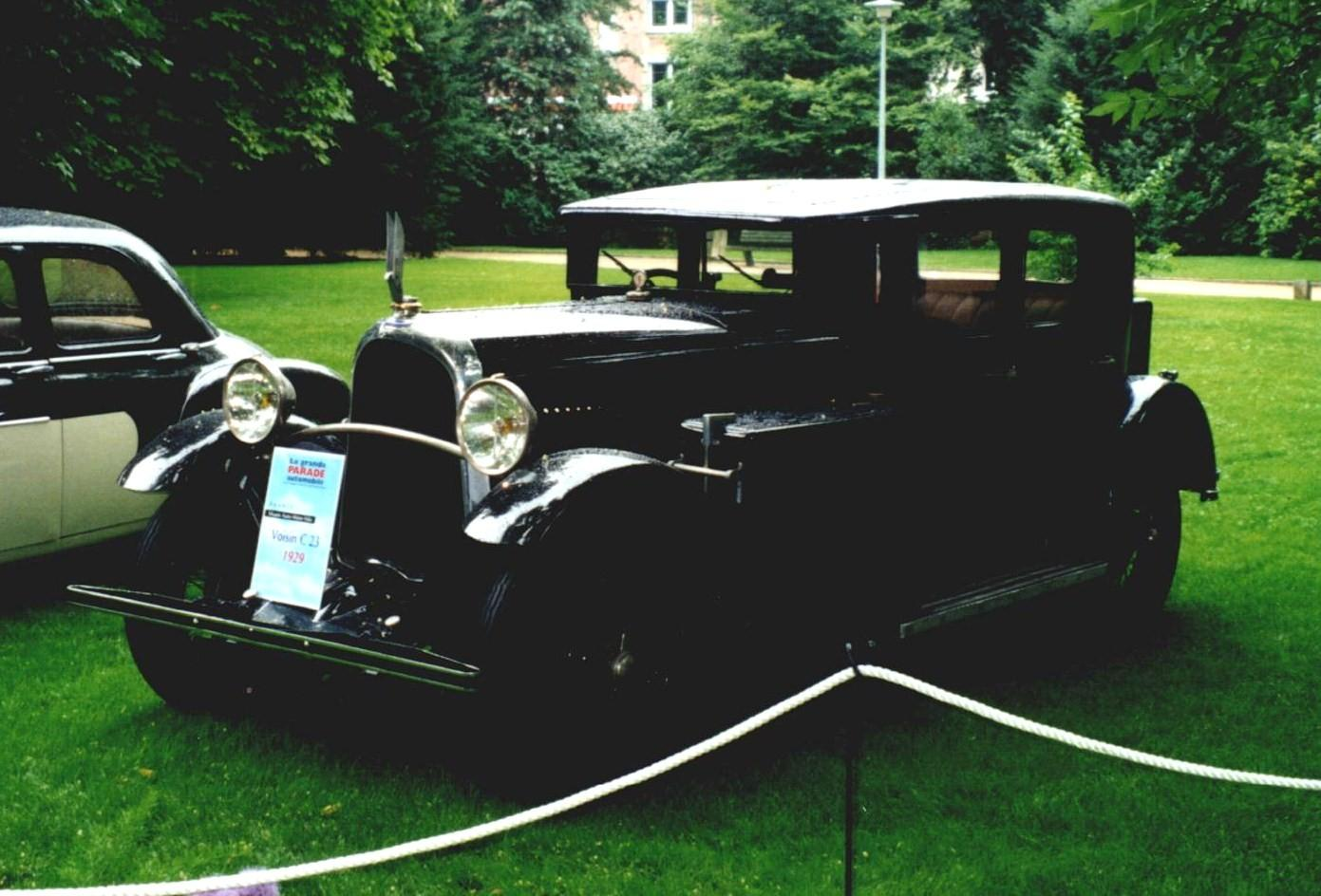
Voisin 1929

1919 begann die Serienfertigung von Automobilen, die bis 1939 anhielt. Im Jahr 1923 wurden auf dem Pariser Salon drei Typen vorgestellt. Der C4 mit 8 PS, mit einer Bohrung von 62 mm bei 110 mm Hub. Das zweite Fahrzeug leistete 18 PS aus einem Motor mit 95-mm-Bohrung bei 140 mm Hub. Ein drittes Fahrzeug, C5 genannt, hatte ebenfalls einen 18-PS-Motor. Damit soll das Fahrzeug eine Geschwindigkeit von 130 km/h erreicht haben. Dann übernahm Gnôme et Rhône das Unternehmen. Jedoch blieb Voisin als Direktor und Konstrukteur in der Firma.

## Nach dem Krieg
Für Gnôme et Rhône entwarf Voisin 1947 ein Motorrad mit einem stehenden 500-cm³-Zweizylindermotor. Es entstand ein Prototyp, danach wurde das Projekt aufgegeben, weil sich Gnôme et Rhône auf kleine Motorräder mit maximal 125 cm³ beschränkte. Gabriel Voisin entwickelte einen Kleinwagen mit Frontantrieb, der im Oktober 1950 auf dem Pariser Automobilsalon präsentiert wurde. Zwei Jahre später folgte einer mit Heckmotor. Diese Modelle blieben Prototypen. Das spanische Unternehmen Autonacional S.A. übernahm das Projekt, entwickelte es weiter und verkaufte die Fahrzeuge als Biscúter.
Die Einnahmen aus diesem Fahrzeug sicherten Voisins Lebensabend, den er mit einer etwa 60 Jahre jüngeren Spanierin verlebte und an dem er noch verschiedene Projekte aus den Bereichen Automobil-, Flugzeug- und Schiffbau entwickelte, die jedoch allesamt nie verwirklicht wurden. Außerdem schrieb er verschiedene Bücher.
Gabriel Voisin galt als nicht immer einfacher Mensch, der einer Auseinandersetzung nicht aus dem Weg ging. Er schrieb im Gegenteil oftmals bitterböse Leserbriefe an Tageszeitungen und war bekannt für die ebenso böse Schelte auf seine Konkurrenz. Unter anderem bestritt er zeitlebens die Tatsache, dass die Brüder Wright den ersten motorgetriebenen Flug der Geschichte durchgeführt hatten, sondern schrieb sich selbst bzw. einem von ihm konstruierten Flugzeug diesen Erfolg zu.